# Сподня Капла
Сподня Капла (словен. Spodnja Kapla) — поселення в общині Подвелка, Регіон Корошка, Словенія. Висота над рівнем моря: 526,6 м.